# Nem (rendszertan)
Az állatok fajainak rendszertani besorolásában a nem (latinul genus) az egyik fő kategória, amely a család és a faj fő kategóriák között helyezkedik el.
A növényeknél és gombáknál a nemnek a nemzetség a megfelelője, ez a genus magyar megnevezése, viszont az állatoknál a nemzetség a latin tribus megnevezése. (A  növények és gombák esetében a tribusnak nemzetségcsoport a magyar neve)
A nem volt az egyik alapvető kategória Carl von Linné klasszikus ötös felosztásában (osztály – rend – család – nem (nemzetség) – faj).
Szükség esetén az állatok osztályozásánál a magasabb: nemzetség (tribus) és alnemzetség (subtribus), valamint az alacsonyabb: alnem (subgenus) alkategóriák is felhasználhatók.

## A nem jelölése az állatfajok tudományos nevében
Az állatfajok kéttagú tudományos nevében az első szó mindig a nemet, a második szó a fajt jelöli. (A háromtagú nevekben a harmadik szó az alfaj.) Például Panthera leo: a Panthera nemből az oroszlán (leo) faj. Panthera leo persica:  a Panthera nemből az oroszlán (leo) faj ázsiai (persica) alfaja.

## A nem elhelyezkedése az állatok rendszertani felosztásában
A fő kategóriákat vastag betű, az alkategóriát dőlt betű jelöli.
- család (familia)
  - alcsalád (subfamilia)
    - alcsaládág (infrafamilia)
      - nemzetség (tribus)
        - alnemzetség (subtribus)
          - nem (genus)
            - alnem (subgenus)
              - fajkomplexum (species complex vagy superspecies)
                - faj (species)
                  - alfaj (subspecies)